# Льюис, Райан
Райан Льюис (англ. Ryan Lewis; род. 25 марта 1988, Спокан, Вашингтон, США) — американский продюсер, диджей и музыкант. Наряду со своим собственным альбомом Instrumentals, Льюис спродюсировал мини-альбом The VS. EP (2009) и альбом The Heist (2012).
В 2006 году Льюис подружился с рэпером Macklemore через Myspace, и вскоре они стали успешным дуэтом.

## Ранняя жизнь
Райан Льюис родился 25 марта 1988 года в Спокане, штат Вашингтон. Его родители Джули и Скотт Льюис. У Райана есть две сестры, Тереза и Лора. В раннем возрасте он играл на гитаре в рок-группах, но настоящий интерес к музыкальной индустрии вырос к 15 годам. Он посещал Ferris High School в Спокане и закончил Roosevelt High School в Сиэтле. Льюис окончил Вашингтонский университет по специальности «Сравнительная история идей».
Летом 2006 года Льюис стал делать фотографии для рэпера Macklemore и стал профессиональным фотографом. В конце 2008 года, после нескольких пробных песен, сделанных вместе, Macklemore и Райан Льюис начали работать над совместным проектом под названием The VS. EP.

## Дискография

### Студийные альбомы
- The Heist (2012)

### Мини-альбомы
- The VS. EP (2009)
- The VS. Redux (2010)